# Maider Unda
Maider Unda Gonzalez de Audikana, née le 2 juillet 1977 à Vitoria-Gasteiz, est une lutteuse libre espagnole.

## Biographie
Maider Unda est médaillée de bronze aux Championnats du monde de lutte 2009 en catégorie des moins de 72 kg.
Le 9 août 2012, elle obtient la médaille de bronze aux Jeux olympiques de Londres en catégorie des moins de 72 kg.
Unda gère une ferme de moutons dans le village d'Olaeta à Aramaio où elle produit du fromage d'Idiazabal.

### Jeux olympiques
- Médaille de bronze en catégorie des moins de 72 kg en 2012 à Londres

### Championnats du monde
- Médaille de bronze en catégorie des moins de 72 kg en 2009 à Herning

### Championnats d'Europe
- Médaille d'argent en catégorie des moins de 72 kg en 2013 à Tbilissi
- Médaille de bronze en catégorie des moins de 72 kg en 2010 à Bakou
- Médaille de bronze en catégorie des moins de 72 kg en 2012 à Belgrade

### Jeux européens
- Médaille de bronze en catégorie des moins de 75 kg en 2015 à Bakou